# Liste der Biografien/Borb
Liste der Biografien |
Portal Biografien |
Personensuche
# |
A |
B |
C |
D |
E |
F |
G |
H |
I |
J |
K |
L |
M |
N |
O |
P |
Q |
R |
S |
T |
U |
V |
W |
X |
Y |
Z |
?
 
Ba |
Be |
Bd |
Bg |
Bh |
Bi |
Bj |
Bl |
Bm |
Bn |
Bo |
Br |
Bs |
Bu |
Bw |
By |
Bz
 
Boa–Boc |
Bod |
Boe |
Bof |
Bog |
Boh |
Boi–Bok |
Bol |
Bom |
Bon |
Boo |
Bop |
Boq |
Bor |
Bos |
Bot |
Bou |
Bov–Boz
 
Bora |
Borb |
Borc |
Bord |
Bore |
Borg |
Borh |
Bori |
Borj |
Bork |
Borl |
Borm |
Born |
Boro |
Borq |
Borr |
Bors |
Bort |
Boru |
Borv |
Borw |
Bory |
Borz
Die Liste der Biografien führt alle Personen auf, die in der deutschsprachigen Wikipedia einen Artikel haben. Dieses ist eine Teilliste mit 59 Einträgen von Personen, deren Namen mit den Buchstaben „Borb“ beginnt.

## Borb

### Borba
- Borba, César (1912–1979), uruguayischer Politiker und Diplomat
- Borba, Emilinha (1923–2005), brasilianische Sängerin und Schauspielerin
- Borba, Michele, amerikanische Psychologin und Erziehungswissenschaftlerin
- Borbach, Arianne (1962–2024), deutsche Synchronsprecherin und FilmschauspielerinArianne Borbach (1962–2024)

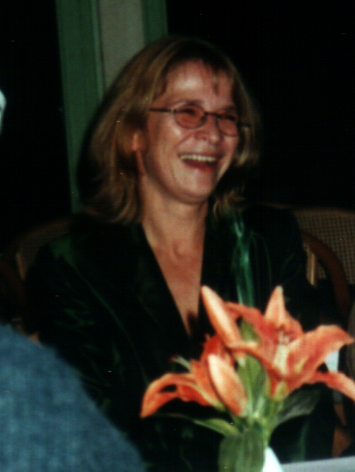
Arianne Borbach (1962–2024)

- Borbach, Romeo (* 1938), Schweizer Jazzmusiker und -komponist
- Borbándi, János (1923–1994), ungarischer kommunistischer Politiker
- Borbás, Gáspár (1884–1976), ungarischer Fußballspieler
- Borbás, Vincze von (1844–1905), ungarischer Botaniker

### Borbe
- Borbe, Anneke (* 2000), deutsche Fußballspielerin
- Borbeck, Hugo (1881–1956), deutscher Maschinenbau-Ingenieur und Manager der metallverarbeitenden Industrie
- Borbein, Adolf (* 1936), deutscher klassischer Archäologe
- Borbein, Volkmar (1904–1984), deutscher Jurist
- Borbély, Ádám (* 1995), ungarischer Handballspieler
- Borbély, Alexander (* 1939), ungarisch-schweizerischer Pharmakologe
- Borbély, Alexandra (* 1986), ungarische Schauspielerin
- Borbely, Alexandru (1910–1987), rumänischer Fußballspieler und -trainer
- Borbély, Balázs (* 1979), slowakischer Fußballspieler
- Borbély, Cornel (* 1978), Schweizer Jurist
- Borbély, Gábor (* 1937), ungarischer kommunistischer Politiker, Mitglied des Parlaments
- Borbély, László (* 1954), rumänischer Ökonom und Politiker
- Borbély, Mihály (* 1956), ungarischer Jazz-, Welt- und Folkmusiker
- Borbely, Samu von (1907–1984), ungarisch-deutscher Mathematiker und Hochschullehrer
- Borbély, Szilárd (1963–2014), ungarischer Literaturwissenschaftler und Lyriker
- Borberg, Franz (1796–1885), deutscher Bäcker und Stadtverordneter
- Borberg, Gordon (* 1978), deutscher Eishockeyspieler
- Borberg, Jytte (1917–2007), dänische Schriftstellerin
- Borberg, Svend (1888–1947), dänischer Journalist und Schriftsteller
- Borberg, Willy (1901–1966), deutsch-US-amerikanischer Ingenieur
- Borbet, Albert (1848–1919), Industrieller
- Borbet, Walter (1881–1942), Vorstandsvorsitzender Bochumer Verein

### Borbi
- Borbiconi, Christophe (* 1973), französischer Fußballspieler
- Borbiconi, Stéphane (* 1979), französischer Fußballspieler
- Borbidge, Robert (* 1954), australischer Politiker

### Borbo
- Borboa, Edwin (* 1983), mexikanischer Fußballspieler
- Borboa, Julio César (* 1969), mexikanischer Boxer im Superfliegengewicht
- Borbolla, José Luis (1920–2001), mexikanischer Fußballspieler
- Borbolla, Juan Manuel (* 1951), mexikanischer Fußballspieler
- Borbón y Battenberg, Beatrice Isabel de (1909–2002), spanische Adelige, Infantin von Spanien und Tante des spanischen Königs Juan Carlos I.
- Borbón y Battenberg, Juan de (1913–1993), spanischer Adeliger, Sohn des spanischen Königs Alfons XIII.Juan de Borbón y Battenberg (1913–1993)

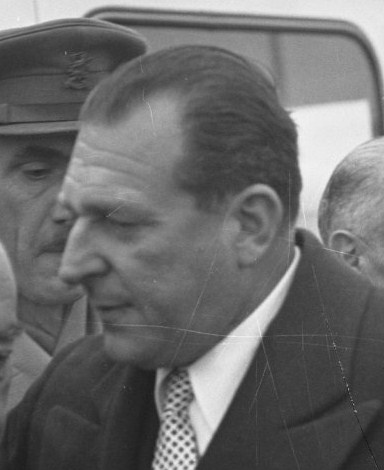
Juan de Borbón y Battenberg (1913–1993)

- Borbón y de la Torre, Francisco de (1882–1952), spanischer Adliger und Offizier
- Borbón y Farnesio, Luis de (1727–1785), Infant von Spanien, sechster Sohn König Philipps V.
- Borbón y Orleans, María de las Mercedes de (1910–2000), spanische Adlige
- Borbón y Ortiz, Sofía de (* 2007), spanische InfantinSofía de Borbón y Ortiz (* 2007)

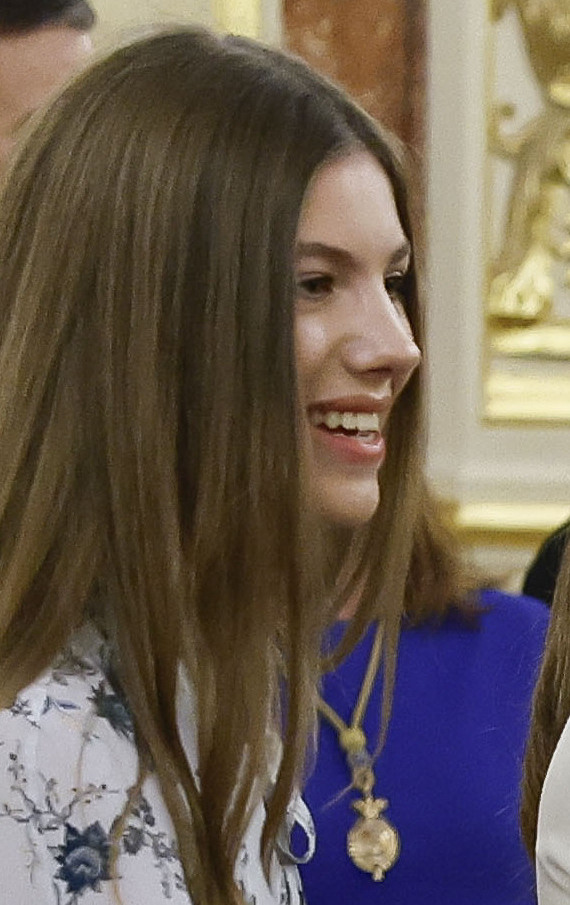
Sofía de Borbón y Ortiz (* 2007)

- Borbón y Vallabriga, Luis María de (1777–1823), Infant von Spanien, Kardinal und Erzbischof von Toledo
- Borbón y Vallabriga, María Luisa de (1783–1848), Markgräfin von Melgarejo und Herzogin von Quiroga
- Borbón y Vallabriga, María Teresa de (1780–1828), Gräfin von Chinchón und Markgräfin von Boadilla del Monte
- Borbón, Alfons Jaime de (1936–1989), spanischer Adeliger, Infant von Spanien, Herzog von Anjou und Cádiz
- Borbón, Alfonso Carlos de (1849–1936), Herzog von San Jaime und Herzog von Anjou
- Borbón, Blanca de (1868–1949), spanische Prinzessin und durch Heirat Erzherzogin von Österreich-Toskana
- Borbón, Carlos Luis de (1818–1861), Graf von Montemolín
- Borbón, Carlos María Isidro de (1788–1855), spanischer Prinz und Thronprätendent
- Borbón, Francisco de Paula de (1794–1865), Mitglied der spanischen Königsfamilie aus dem Hause Bourbon
- Borbón, Gonzalo de (1937–2000), spanischer Adeliger, Mitglied der spanischen Linie der Bourbonen und Herzog von Aquitanien
- Borbón, Jaime de (1870–1931), Herzog von Madrid und Anjou, Prätendent (1909–1931)
- Borbón, Jaime de (1908–1975), spanischer Adeliger, Herzog von Sergovia, später Herzog von Anjou und Sergovia, Infant von Spanien
- Borbón-Dos Sicilias y Orleans, María de la Esperanza de (1914–2005), spanische Adlige
- Borbón-Parma, María Teresa de (1933–2020), spanisch-französische Adelige, Soziologin, Politikwissenschaftlerin
- Borboni, Paola (1900–1995), italienische Schauspielerin

### Borbs
- Borbstaedt, Adolf (1803–1873), preußischer Oberst, Schriftleiter des Militär-Wochenblattes